# 17103 Kadyrsizova
A 17103 Kadyrsizova (ideiglenes jelöléssel 1999 JC42) a Naprendszer kisbolygóövében található aszteroida. A LINEAR projekt keretében fedezték fel 1999. május 10-én.